# اچ‌ام‌اس‌ای‌اس آفریکانا
اچ‌ام‌اس‌ای‌اس آفریکانا (به انگلیسی: HMSAS Africana) یک کشتی است که طول آن ۳۸٫۴ متر (۱۲۶ فوت) می‌باشد. این کشتی در سال ۱۹۳۰ ساخته شد.